# Minardi M189
O M189 foi o modelo da Minardi da temporada de 1989 e até a segunda prova de 1990 da Fórmula 1. 
Condutores: Pierluigi Martini, Luis Perez-Sala e Paolo Barilla.

## Resultados[1]
(legenda)
| Ano  | Chassi | Motor                | Pneus | N° | Pilotos           | 1   | 2   | 3   | 4   | 5   | 6   | 7   | 8   | 9   | 10  | 11  | 12  | 13  | 14  | 15  | 16  | Pontos | Posição  |  |
| ---- | ------ | -------------------- | ----- | -- | ----------------- | --- | --- | --- | --- | --- | --- | --- | --- | --- | --- | --- | --- | --- | --- | --- | --- | ------ | -------- |  |
|      |        |                      |       |    |                   |     |     |     |     |     |     |     |     |     |     |     |     |     |     |     |     |        |          |  |
|      |        |                      |       |    |                   | BRA | SMR | MON | MEX | USA | CAN | FRA | GBR | GER | HUN | BEL | ITA | POR | ESP | JAP | AUS |        |          |  |
| 1989 | M189   | Ford Cosworth DFZ V8 | P     | 23 | Pierluigi Martini |     |     |     | Ret | Ret | Ret | Ret | 5   | 9   | Ret | 9   | 7   | 5   | Ret |     | 6   | 61     | 10º      |  |
| 1989 | M189   | Ford Cosworth DFZ V8 | P     | 23 | Paolo Barilla     |     |     |     |     |     |     |     |     |     |     |     |     |     |     | Ret |     | 61     | 10º      |  |
| 1989 | M189   | Ford Cosworth DFZ V8 | P     | 24 | Luis Perez-Sala   |     |     |     | NQ  | Ret | Ret | NQ  | 6   | NQ  | Ret | 15  | 8   | 12  | Ret | Ret | NQ  | 61     | 10º      |  |
|      |        |                      |       |    |                   |     |     |     |     |     |     |     |     |     |     |     |     |     |     |     |     |        |          |  |
|      |        |                      |       |    |                   | USA | BRA | SMR | MON | CAN | MEX | FRA | GBR | GER | HUN | BEL | ITA | POR | ESP | JAP | AUS |        |          |  |
| 1990 | M189   | Ford Cosworth DFZ V8 | P     | 23 | Pierluigi Martini | 7   | 9   | NP  |     |     |     |     |     |     |     |     |     |     |     |     |     | 02     | NC (11º) |  |
| 1990 | M189   | Ford Cosworth DFZ V8 | P     | 24 | Paolo Barilla     | Ret | Ret |     |     |     |     |     |     |     |     |     |     |     |     |     |     | 02     | NC (11º) |  |

↑1  Do GP do Brasil até Mônaco, Martini e Sala conduziram o M188B. 
↑2  Do GP de San Marino até a última prova do campeonato, Martini conduziu o M190, Barilla da primeira prova até a Espanha e Morbidelli nos gps: Japão e Austrália.